# Kanton Laferté-sur-Amance
Laferté-sur-Amance is een voormalig kanton van het Franse departement Haute-Marne. Het kanton maakte deel uit van het arrondissement Langres. Het werd opgeheven bij decreet van 17 februari 2014, met uitwerking op 22 maart 2015. Met uitzondering van Voisey en Neuvelle-lès-Voisey die werden toegevoegd aan het kanton Bourbonne-les-Bains zijn de gemeenten opgenomen in het nieuwe kanton Chalindrey.

## Gemeenten
Het kanton Laferté-sur-Amance omvatte de volgende gemeenten:
- Anrosey
- Bize
- Guyonvelle
- Laferté-sur-Amance (hoofdplaats)
- Maizières-sur-Amance
- Neuvelle-lès-Voisey
- Pierremont-sur-Amance
- Pisseloup
- Soyers
- Velles
- Voisey